# Agden (Cheshire West and Chester)
Agden – civil parish w Anglii, w hrabstwie ceremonialnym Cheshire, w dystrykcie (unitary authority) Cheshire West and Chester. W 2001 roku civil parish liczyła 42 mieszkańców.